# A Rajna kincse
A Rajna kincse (németül Das Rheingold) Richard Wagner operája, a négy műből álló operasorozat, A Nibelung gyűrűje első darabja. Az opera ősbemutatója 1869. szeptember 22-én volt a müncheni Nemzeti Színházban. Magyarországon először a budapesti Operaházban mutatták be 1889. január 26-án.

## Szereplők
| Szereplő      | Hangfekvés           |
| Istenek       | Istenek              |
| ------------- | -------------------- |
| Wotan         | bariton              |
| Donner        | bariton              |
| Froh          | tenor                |
| Loge          | tenor                |
| Istennők      |                      |
| Fricka        | mezzoszoprán         |
| Freia         | szoprán              |
| Erda          | alt                  |
| Nibelungok    |                      |
| Alberich      | bariton              |
| Mime          | tenor                |
| Óriások       |                      |
| Fasolt        | basszus vagy bariton |
| Fafner        | basszus              |
| Rajnai sellők |                      |
| Woglinde      | szoprán              |
| Wellgunde     | mezzoszoprán         |
| Flosshilde    | alt                  |

## A mű forrásai

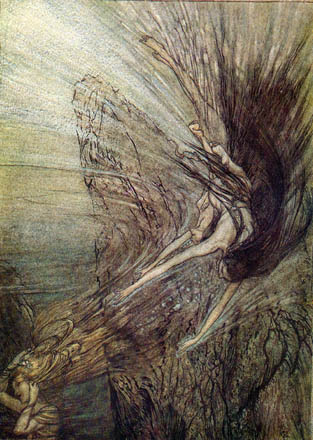
A sellők a Rajna mélyén játszadoznak

A Rajna kincse három, látszólag össze nem függő történet alapján készült, melyek mindegyike Snorri Sturluson saga-jában, a Prózai Eddában szerepel.
Az első szín története teljes egészében Wagner kitalációja, az eseményeknek nincs nyoma a forrásokban. A három rajnai szűz (Woglinde, Wellgunde és Flosshilde) szintén a szerző által kiötlött alak, akiket különféle forrásokban megjelenő nimfák alapján alkotott meg. Alberich alakja a Nibelung-énekből származik.
A második szín a Próza-Edda egyik története alapján készült. Az operában szereplő istenek a skandináv és germán mitológia alakjai, bár a műben más neveken szerepelnek, mint a forrásokban (például Odin Wotanként, Thor Donnerként).
A harmadik szín forrásai a Próza-Edda, a Nibelung-ének, a Thidriks saga és a Grimm fivérek egyik meséje.
A negyedik szín eseményei kapcsolják össze a három történetet a Próza-Edda történetei alapján.

## Cselekménye

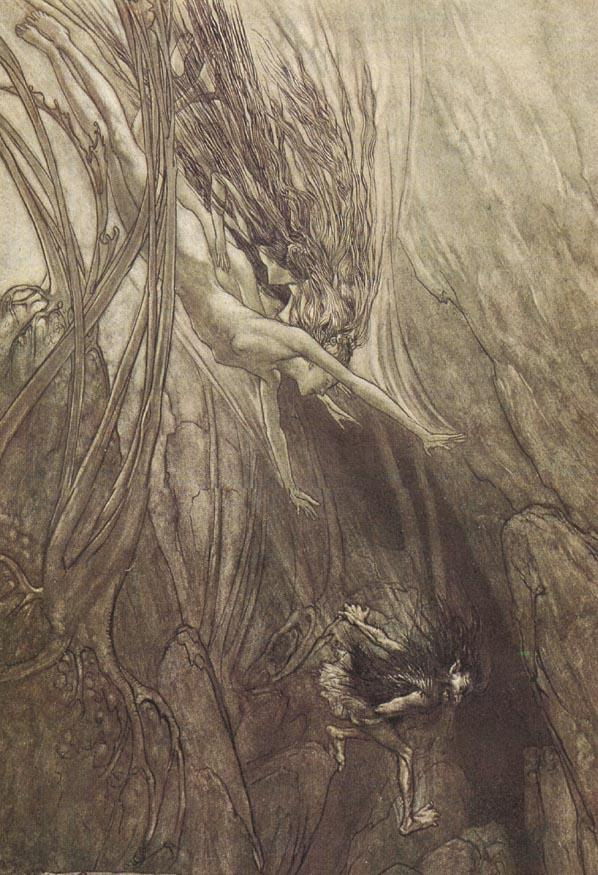
Alberich elrabolja az aranyat

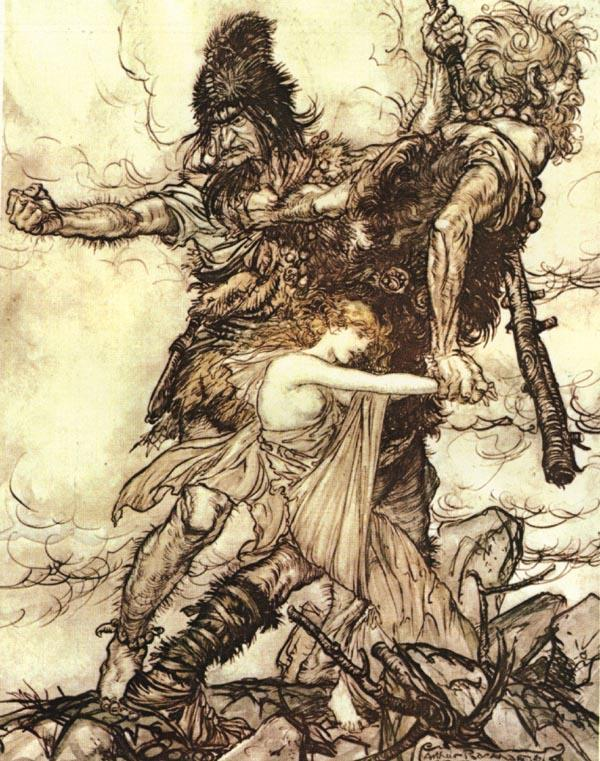
Fasolt és Fafner elviszik Freiát

### Előjáték
Az opera egy Esz-dúr akkordra épülő zenefolyammal kezdődik, mely a természet erejét, a Rajna csodálatos hatalmát, változatlan mozgását jelképezi. Ez az előjáték nagyjából négy percig tart.

### Első szín
Három sellő játszadozik a Rajna mélyén: Wellgunde, Woglinde és Flosshilde. Megjelenik Alberich, a törpe, és a szerelmükre áhítozik, de a sellők csak kigúnyolják. Közben felkel a nap, és fénye megcsillan a folyó mélyén fekvő aranyon. Alberich kifaggatja a sellőket, akik elárulják neki az arany titkát: aki az aranyból gyűrűt készít, az uralkodhat a világ felett; azonban ezt csak olyasvalaki teheti meg, aki örökre lemond a szerelem érzéséről. Alberich megragadja az aranyat és eltűnik vele Niebelheim, a föld alatti birodalom barlangjaiban. A sellők üldözőbe veszik, de hiába.

### Második szín
Helyszín: fennsík a Rajna vidékén. Wotan álmából ébred, pillantása az istenek palotájára esik, melyet a két óriás, Fasolt és Fafner épített, akik a munkáért Freiát, az örök ifjúság istennőjét kapták cserébe. Wotan gyönyörködik az épületben, de hitvese, Fricka figyelmezteti, milyen nagy árat fizettek érte. Megjelenik Freia és elpanaszolja, hogy az óriások el akarták rabolni, ezért Donnert, a vihar istenét hívja segítségül. Még be sem fejezi panaszát, felbukkan a két óriás és a bérüket követeli. Donner és Froh kel Freia segítségére; a harc az óriásokkal elkerülhetetlennek látszik. Wotan nem engedi a harcot, Logét várja, a furfangosság istenét, aki meg is jelenik. Alkut ajánl az óriásoknak: Freiáért cserébe a Rajna aranyát. A két óriás elfogadja az ajánlatot; magukkal viszik Freiát azzal, hogy az aranyért cserébe visszaadják őt. Wotan elhatározza, megszerzi az aranyat Alberich-től.

### Harmadik szín
Helyszín: Nibelheim Ködországban. Alberich kergeti be a színre a törpe Mimét és egy mestermunkát követel tőle. Bár Mime állítja, nem készült még el vele, Alberich tudja, a láthatatlanná tevő varázssapka már készen áll. Kitépi a fejfedőt Mime kezéből és rögtön fejére is teszi; láthatatlanná válva űzi, veri Mimét, aki az ütések hatására elalél. Így talál rá a Nibelheim-be érkező Wotan és Loge. Mime felébred és elmeséli; Alberich birtokolja a sapkát. Beszélgetésüknek Alberich megjelenése vet véget, aki rögtön felismeri a két istent és azzal kérkedik, nincsen már hatalmuk felette. Loge ügyes szófordulatokkal ráveszi Alberich-et, hogy előbb sárkánnyá, majd békává változzon; ekkor Wotan a békára lép, Loge pedig megkaparintja a sapkát. Az ismét emberi alakra változott Alberich-et gúzsba kötve vonszolják magukkal.

### Negyedik szín

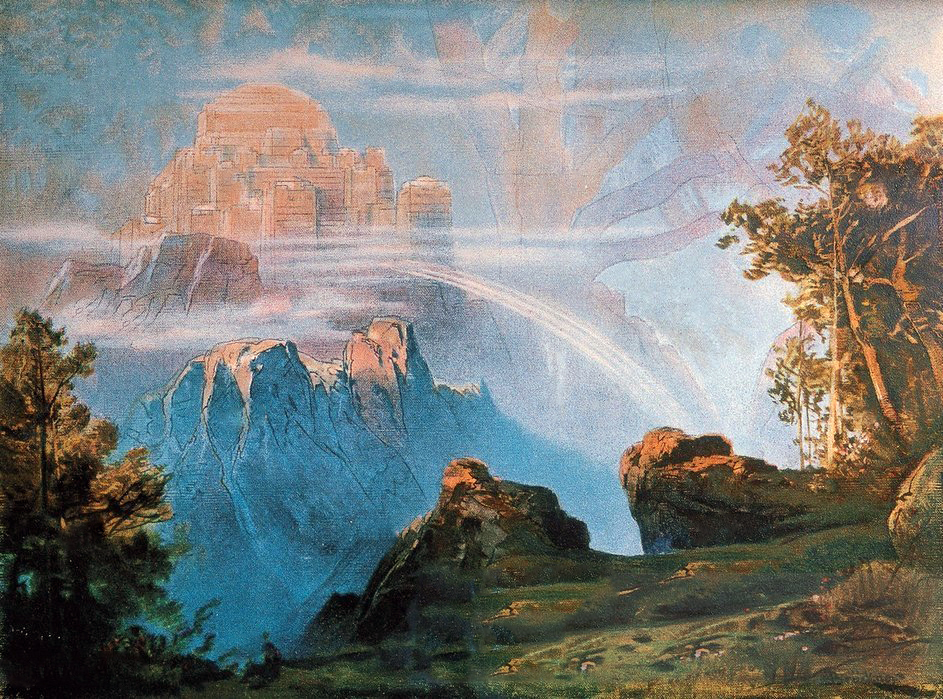
Max Brückner (1836–1919) 1896-ban készült díszletterve a Rajna kincse zárójelenetéhez a Bayreuthi Ünnepi Játékok részére

A helyszín ismét a Rajna fennsíkja. Loge elmondja Alberich-nek, hogy csak akkor szabadulhat, ha a kincseit átadja. Wotan a gyűrűt is követeli a törpétől. Alberich figyelmezteti az isteneket, de Wotan ezzel mit sem törődve letépi a gyűrűt a kezéről, mire a törpe megátkozza az isteneket. Ekkor megjelenik a két óriás, és Freiát hozzák magukkal. Az összes kincset maguknak követelik cserébe, beleértve a gyűrűt is. Wotan habozik azt átadni, de a földből kiemelkedő Erda, a mindent tudó istennő azt ajánlja, szabaduljon meg a gyűrűtől. Miután megkapják az összes kincset, a két óriás összecsap a gyűrűért, és Fafner megöli Fasoltot, majd egy hatalmas zsákba gyűjti a kincset. Az istenek elindulnak a Walhalla felé, a mélyből a sellők panasza hallatszik.

## Drámai elemzése
A Rajna kincse első jelenete a Rajna mélyén játszódik. A vizek mélysége az ősi, paradicsomi békét jelképezi. A sellők - ártalmatlan természeti lények Erda földanya leányai - boldogan játszadozva lebegnek egy szirt körül, amelynek csúcsán a Rajna kincse világít izzó fénnyel: ez a boldogság szimbóluma. A boldogság világának nyugalmát Alberich, a nibelung zavarja meg, aki Nibelheim föld alatti világából érkezett. Az esetlen, szerencsétlen és első látásra ártatlannak tűnő Alberich kéjvágyó szemmel figyeli a sellőket és szeretné egyiküket magának megnyerni. A sellők azonban kinevetik közeledését, sőt gúnyt űznek csúfságából. Sértett hiúsága háborgó dühbe torkollik. Felfigyel a sziklán csillogó aranyra és a gyanútlan sellőktől megtudja az arany titkát: a világ örökségét nyerné el, aki a Rajna aranyából gyűrűt alkotna, mely mérhetetlen hatalmat adna neki. Ennek azonban nagy ára van: le kell mondania a szerelemről. Alberichben felcsillan a bosszúállás és a hatalomvágy reménye. Ördögi üzletet köt, lemond a szerelemről, hiszen a sellők amúgy is kigúnyolták és elrabolja a kincset. A Ring-jelképrendszerében ez az esemény a bűnbeesés ábrázolása: a tudni vágyó a megismerést kívánta és azt el is nyerte. A kincs elrablása a paradicsomi boldogság végét is jelenti és a kincs szimbolikája megfordul és ettől kezdve a boldogság helyett a pusztulást hozó hatalmi vágy szimbólumává válik.
A szín megváltozik, a Rajna mélye helyett az istenek világában találja magát a néző, ahol szintén véget ért a paradicsomi boldogság, amióta az istenek ura, Wotan hatalomra vágyik. Idejét a Valhalla megépítése köti le. Az erőd megépítését felesége Fricka is támogatja, aki azt reméli, hogy ezáltal sikerül otthont teremtenie számára és férje számára és így Wotan nem tekint majd a halandók nők felé. A nagyon is emberi, bölcsesség híján való, vakon mindent megkívánó Wotan vágya azonban teljesen más természetű, mint Alberiché. Őt nem a bosszúvágy hajtja, hanem a szerelmi boldogság mérhetetlen élvezete ösztönzi a világ fölötti uralom megszerzésére. A Valhallát az óriások építik meg, s munkájukért Freiát, a szépség istennőjét követelik, az istennőt, akinek fényalakja az istenek birodalmában ugyanolyan szimbolikus jelentőségű mint amilyen a Rajna kincse volt. Freia az aranyalmák őrzője, amelyek az istenek örök életének a biztosítékai. Amikor az óriások megszerzik Freiát az almák rothadni kezdenek, az istenek pedig öregedni. Ez arra készteti Wotant, hogy úgy döntsön, nem tartja be az óriásokkal kötött szerződést. Wotan a szerelmet (Freia) és a hatalmat (gyűrű) is meg akarja szerezni. Loge, a veszedelmes tanácsadó és csábító megígéri, hogy megszerzi számára a csalás eszközét. Ő a természetes tudás megtestesülése, az őselem, amely mindenkit és senkit sem szolgál. Ő Lucifer megtestesítője. Csak A Rajna kincsében jelenik meg emberi alakban, a következő három operában csak tűz formájában van jelen. Mindenki gyűlöli, fél tőle és megveti, mert mindenkor készséggel adott tanácsainak igazságát a szenvedélyektől mentes fölény iróniája hatja át. Tanácsa azért olyan veszedelmes, mert nem tartalmaz figyelmeztetést. Wotan hatalomra vágyott, és Loge tanácsára szerződött az óriásokkal. Loge azt is megígérte, hogy megkeresi a módját, hogyan és mivel helyettesítsék Freiát (a szerelmet) és miképpen fizessék ki az óriásokat. De amikor az óriások fizetségüket követelik Wotantól, Loge kijelenti, hogy keresése hiábavaló volt: A világban mi sem elég gazdag, hogy kárpótolhatná a férfit a nő adta gyönyörért és értékért. Később azonban, szinte mellékesen, megemlíti Alberichet, aki az arany kedvéért megátkozta a szerelmet. Az arany megemlítése varázserőként hat a perlekedőkre, óriásokra és istenekre egyaránt. Fafner, az óriás pedig végzetes és mély értelmű felismerés birtokába jut: Örök ifjúságot is nyer, ki azt az arany varázsával keríti hatalmába. Az óriások hajlandók elfogadni Alberich aranyát cserében Freiáért, de amikor Wotan vonakodik attól, hogy az óriások érdekében rabolni induljon, azok elrabolják az istennőt. Azonnal köd borítja be az istenek alakját, mindnyájan öregnek látszanak, elszürkülnek. Wotan ekkor tudatára ébred annak, hogy mind ő maga, mind társai megsemmisülnek, ha Freia nincs velük, kénytelen tehát megkockáztatni az utat Nibelheimbe.
Nibelheimben Alberich zsarnokoskodik a törpék felett és arra kényszeríti őket, hogy aranyat bányásszanak, mert ezúttal akarja elnyerni a világhatalmat. A nibelungok arról panaszkodnak, hogy korábban az arany náluk is a boldogság jelképe volt, a nők vidám ékszere. Az érkező isteneket Alberich egyértelműen szörnyű fenyegetésekkel fogadja: Ahogy én lemondtam a szerelemről, úgy mondjon le róla minden élő! Ti kiket az arany csábít, most már csak aranyra vágyjatok. Féljetek az éjszakai seregtől, ha a Nibelungok kincse a néma mélységből felszáll a napvilágra!. Loge túljár Alberich eszén: az örök kísértő dicsekvésre ingerli a Nibelheim urát. Ráveszi Alberichet, hogy mutassa meg a Tarnhelm (ködsisak) varázserejét. A Tarnhelmet Mime kovácsolta, segítségével viselője láthatatlanná tud válni, vagy át tud alakulni más emberré, sőt állattá is. A sisak itt még mitológiai varázseszköz, de a későbbiekben, amikor Siegfried szerzi meg, a hazugság és a csalás szimbólumává válik. Loge unszolására Alberich felveszi a sisakot és előbb óriáskígyóvá majd varanggyá változik. Ebben az alakjában Wotan és Loge legyűri, megkötözi és magával hurcolja a felvilágba.
Alberich kénytelen lemondani kincséről szabadulása érdekében, de nem akar lemondani a gyűrűről. A könnyelmű Wotan nem is figyel Alberich figyelmeztetésére:Vigyázz' te büszke isten! Ha vétkeztem, magam ellen és szabadon vétkeztem, de te, Örökkévaló, minden ellen vétkezel, ami volt, van és lesz, ha arcátlanul elrabolod tőlem a gyűrűt!. Meg sem látva az elkövetett vétket, Wotan ujjára húzza az elrabolt gyűrűt. Nem figyel Loge hetykén odavetett ironikus figyelmeztetésére: esze ágában sincs visszaadni a gyűrűt a sellőknek, és ezzel megfeleljen igazi isteni feladatának, a törvény feletti őrködésnek. „A hatalmasok leghatalmasabb urának” érzi magát most, hogy látszólag megkerülte a „hatalom vagy szerelem” választási kényszerét. A kétségbeesett Alberich megátkozza a gyűrűt: Aki birtokolja, azt égesse a gond, és akinek nem tulajdona, azt rágja az irigység! Mindenki sóvárogjon érte, de senkinek ne legyen haszna belőle! Vonzza magához a gyilkost ... mígcsak újra kezemben nem tartom, mit elraboltak tőlem!. Ez az átok nem más, mint az igazság kimondása az aranyról, amely a hatalomra és birtoklásra sóvárgó ember kezébe került. Az átok kimondása után most már a hatalmától megfosztott Alberich az, akinek nincs többé veszíteni valója, de aki mindent visszanyerhet. A gyűrűvel együtt a gyűlölete is bevonul a világba, rontást hozva arra.

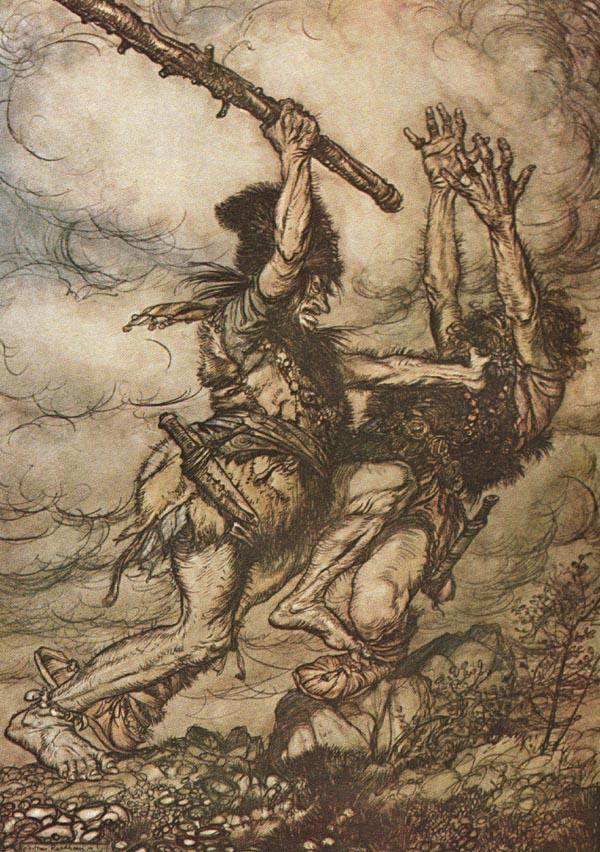
Fafner megöli Fasoltot

Az óriások annyi aranyat követelnek Freiáért cserébe, amekkora garmada szükséges az istennő teljes betakarásához. Fasolt azonban reménytelenül szerelmes az istennőbe és a kincs egy résén még látja annak szemét. A gyűrűt követeli Wotantól, aki azonban nem akar megválni tőle. Ekkor megnyílik a föld és Wotan előtt megjelenik Erda, aki óva inti az átok beteljesülésétől. Erda Wotan ellenpólusa. Wotan az éberség, az ébresztő, férfias, alkotó elv megtestesülése, Erda álmodó anyasága ezzel szemben a létet, a kezdet és a vég tudását egyesíti magában. Intő szava minden létezés mulandóságára emlékeztet: Minden véges, ami létezik. Komor nap virrad az istenekre... Intelme úgy éri Wotant, mint kérdés: hogyan állód meg helyedet végzeted előtt? Wotan eldobja a gyűrűt, és rögtön láthatja is Alberich átkának első beteljesülését: a szerelmes Fasoltot, aki Freia helyett kárpótlásul magának követelte a gyűrűt, saját fivére veri agyon. Megtörtént az első gyűrű okozta gyilkosság a műben.

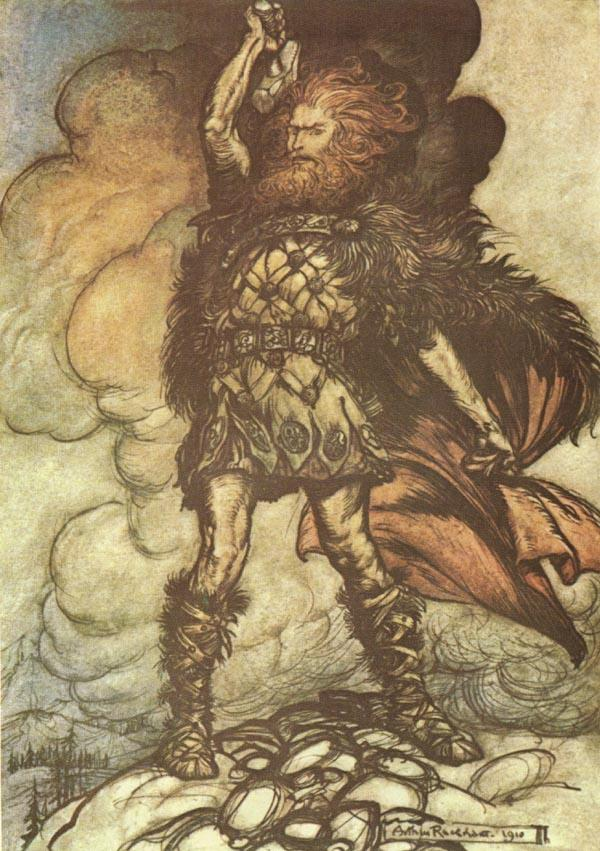
Donner vihart gerjeszt

A halott Fasolt láttán Wotan megérti, hogy mit okozott, és a végső katasztrófa látomása gyötri. Félelmét az sem enyhíti, hogy Donner egy vihart gerjeszt, majd Froh egy szivárványhidat, amelyen keresztül az istenek bevonulnak új otthonukba. Wotan Valhallának nevezi el új hajlékát, de ezzel sem oszlathatja el az árnyakat. A való helyzetet a rajnai sellőknek a mélyből felhangzó panasza jelzi: Csak a mélyben lakozik bizalom és hűség, hamis és gyáva minden, ami odafönt örvendezik!.
Loge nem csatlakozik az istenek ünnepi menetéhez, hanem elmélkedve visszamarad, és mindezt még világosabban kimondja: Végzetük felé sietnek ők, kik erősnek vélik létüket. Szinte szégyellem, hogy velük van dolgom; csábító kedvet érzek újra lobogó lánggá válni... Meggondolom még: ki tudja, mitévő leszek?.

## Zenéje
A Rajna kincse előjátéka során az Esz-dúr hármashangzat csendül fel, mint a mitikus születés jelképe. Ez megelőlegezi a Ring egész világának a hangzásvilágát, mégpedig a kontra-Esz-t. Ennek melodikus csúcspontjai a Ring első vezérmotívumának hordozói, amely az egész előjátékban uralkodik. A zenekar legmélyebb hangszereiről kiindulva egyre magasabb és világosabb regiszterekbe emelkedik: ez a születés motívuma. A negyedik jelenetben hangzik el a természet motívum, amely egyben Erda, a Földanya vezérmotívuma is. A keletkezés motívuma jelentőségteljesen önmaga visszafordításába torkollik, és így az elmúlás, az istenek alkonya motívumává válik. A függöny akkor megy fel, amikor az előjáték felfelé irányuló mozgása a tetőpontjára ér. Ez átvált az első rajnai sellő dalának lágy melódiájába, amely tekinthető a világ bölcsődalának is.
Alberichnek nincs külön motívuma a tetralógiában, sőt fiának, Hagennak sem. Disszonanciaként jelennek meg a zenében. Alberich szerelmi szenvedése adja a tetralógia következő motívumát, a szerelmi tragikum motívumát, amely a későbbiekben a legkülönfélébb változatokban tér vissza, így mindjárt a következő jelenetben, amikor Freia az óriások elől menekül. A walkürben aztán a Wälsungok szerelmének jelképévé válik. Egy további motívum akkor hangzik fel, amikor felragyog a Rajna kincse. Ez a fanfár-motívum. Kvart-hangköz jellemzi és Wagner nyelvezetében az erőt és akarást fejezi ki. Ez lesz a későbbiekben az előfutára azon motívumok egész sorának, amelyek mind fényt árasztanak és Siegmund valamint Siegfried alakjához kapcsolódnak. A Donner-motívum is követi a keletkezés, és fanfármotívumok hármashangzatát, és ugyanígy Wotan kardmotívuma, amikor a nagy gondolattól elragadtatva a Valhalla nevet adja az istenek új várának. A kardmotívum első megjelenése azt jelzi, hogy Wotan lelkében megszületett a remény: lesz majd egy hős, aki megváltást hoz vétkeire. A rajnai sellők kezdeti boldogsága fájdalmas jajkiáltássá alakul, amikor Alberich elrabolja a kincset. Ez a motívum válik aztán a világ sorsának kifejezőeszközévé és első mint ilyen első ízben akkor hangzik fel, amikor Alberich rabszolgamunkára kényszeríti Nibelheim lakóit. A hatalom eszméjét Wellgunde fogalmazza meg: A világ örökségét nyerné el az, aki a Rajna aranyából gyűrűt alkotna.... Ennek alapját képező zene a gyűrű-motívum. A rajnai jelenet (első felvonás) felvezeti az egész mű alapgondolatainak motívumait: születés, lét, halál, szerelmi kín, fény, boldogság, hatalom és tragédia. Minden további ebből származik, ezekből vezethető vissza.
A második jelenetet a Valhalla-téma vezeti fel, amely tulajdonképpen a gyűrű-motívumából ered (annak desz-dúr hangnemű változata). Ez az egyetlen lezárt témája a Ringnek, ugyanis Alberichtől eltérően Wotan hatalmi törekvése nem romboló jellegű, hanem törvényt akar adni a világnak. A Wotant kísérő másik fontos téma a dárdamotívum, amelynek diatonikusan alászálló irányvonala ellentétes a természet emelkedő motívumával. Jelentése: Wotan fegyvere, a végzetes szerződések szimbóluma és őre - halált hoz. Az óriások motívuma kvart, ritmusa pontozott. Ez a munka és a szolgaság motívuma. Ez később a Nibelungok kovácsműhelyében is visszatér. A motívum a szerelmi kín egymást szekvenciálisan követő motívumainak átalakulásából alakult ki. Következik a belépő Loge motívuma, amelyet már a zenei kromatika is alakít. A hazugság és álnokság mestere, ezért motívuma a későbbiekben felcsendül mindazon témákban, amelyek a csalással kapcsolatosak (varázssisak, álom, elkábító italok).
A Nibelheim-jelenetben két egymáshoz hasonló és nagyon kifejező basszusmotívum szólal meg. Az egyik a napvilágra emelkedő kincsé, a másik az óriási sárkány, az elburjánzó állati lét, a zabáló mohóság motívuma, amely később a Siegfriedben válik fontossá, mint a sárkány-motívuma. Az utolsó fontos motívum Alberich átka. Ezt a gyűlölet szinkópákon át szívósan kúszó motívuma vezeti be s ez a csúcsponton torkollik a tulajdonképpeni jellegzetes és tömör átok-motívumba. Ettől kezdve a kard-motívum ellenpólusaként jelentkezik. Az opera végén ismét felhangzik a természet-motívum hármashangzata, amikor a lenyugvó nap beragyogja az istenek bevonulását Valhallába.